# Élisabeth de Hongrie (v.1149 - v.1189)
Élisabeth de Hongrie (v.1149 - v.1189) est une duchesse de Bohême par mariage. C'est la fille du roi Géza II de Hongrie et d'Euphrosine de Kiev.

## Défense de Prague
Elle défend Prague en 1179 avec succès contre son beau-frère Sobeslav II comme régente en l'absence de son époux. Elle apparaît elle-même sur le champ de bataille avec des signes religieux sur sa bannière. Pour la deuxième fois en 1184, défend Prague avec succès contre son beau-frère Sobeslav II comme régente en l'absence de son époux. Elle défend encore Prague en 1189 contre Conrad II de Bohême mais est forcée de se rendre et de céder la ville.

## Union et descendance
De son mariage avec Frédéric Ier de Bohême, sont nés :
- Hélène fiancée en 1164 à l'âge de 6 ans avec Pierre Comnène fils de l'empereur Manuel Ier Comnène ;
- Sophie (?-25 mai 1195), épouse d'Albert margrave de Misnie ;
- Ludmilla (1170-15 août 1240), épouse d'Adalbert IV comte de Bogen (mort en 1197), puis en 1204 de Louis Ier, duc de Bavière ;
- Vratislav (?-1180) ;
- Olga (?-vers 1163) ;
- Marguerite (?-28 août 1167).